# Área de Conservação da Paisagem de Ebavere
A Área de Conservação da Paisagem de Ebavere é um parque natural situado no condado de Lääne-Viru, na Estónia.
A sua área é de 40 hectares.
A área protegida foi designada em 1959 para proteger o Monte de Ebavere e os seus arredores. Em 2016, a unidade de conservação foi reformulada para área de preservação paisagística.